# Leopoldo Nobili
Leopoldo Nobili, (Trassilico, Toskana, 5. srpnja 1784. – Firenca, 22. kolovoza 1835.). Bio je talijanski fizičar, te izumitelj brojnih instrumenata bitnih za termodinamička i elektrokemijska istraživanja.
Završio je vojnu akademiju u Modeni, te je radio kao topnički časnik. Bio je nositelj odličja Legije časti, koje je dobio za služenje u Napoleonovoj invaziji Rusije.
Godine 1825. izumio je astatski galvanometar. Bio je profesor fizike u Kraljevskom muzeju fizike i prirodoslovlja u Firenci te je tamo zajedno s Vincenzo Antinorijem radio na ispitivanjima elektromagnetske indukcije.
Njegovo se ime veže i uz otkriće Nobilijevih prstenova - kada razrijeđenu otopinu bakar acetata postavimo na sjajnu srebrnu ploču, te spomenutu ploču dodirnemo komadom cinka serija se vrlo tankih obojenih prstenova formira oko mjesta dodira s cinkom.

## Galerija
- Nobilijev galvanometar
- Metalokromija - Nobilijevi prstenovi, Museo Galileo, Firenca
- Nobilijevi obojeni prstenovi, ilustracija iz knjige A. Watt, Electro-deposition: a practical treatise on the electrolysis ..., London 1887.